# Церква Різдва Пресвятої Богородиці (Дуплиська)
Церква Різдва Пресвятої Богородиці в Дуплиськах — парафія і храм греко-католицької громади Заліщицького деканату Бучацької єпархії Української греко-католицької церкви в селі Дуплиська Чортківського району Тернопільської области.
Храм та дзвіниця оголошені пам'ятками архітектури місцевого значення (охоронний номер 512/1, 512/2).

## Історія церкви
На початку XIX століття в селі діяла читальня Качковського, а у 1906 році була заснована читальня «Просвіта». Також існували товариства «Дністер», «Сільський господар» і «Січ». Активну просвітницьку роботу проводив парох о. Йосиф Фльорчук.
Велика мурована церква Різдва Пресвятої Богородиці була збудована у 1896 році. До 1946 року парафія і храм належали до УГКЦ, а з 1946 по 1961 рік — до РПЦ. У 1961 році державна влада закрила церкву. У вересні 1989 року її відкрили та відновили богослужіння. У листопаді 1990 року парафія повернулася в лоно УГКЦ.
При парафії діють братство «Апостольство молитви», Вівтарна дружина (з 2012 року) та спільнота «Матері в молитві». Щорічно проводяться реколекції та прощі.
Біля церкви розташована мурована дзвіниця. Також у селі є недіючий мурований костел. У 2005 році при в'їзді до села встановили статую Матері Божої. На горі зі східного боку села є статуя Стапеля. У 2006 році збудовано та освячено капличку Матері Божої. Крім того, є хрест на честь скасування панщини, пам'ятники Борцям за волю України, Т. Шевченку та воїнам, що загинули під час німецько-радянської війни.

## Парохи
- о. Василь Вирозуб,
- о. Василь Вирозуб (1989—1990),
- о. Петро Двірник (1990—1992),
- о. Василь Черничук (1994—2008),
- о. Ярослав Шмиглик (2008—2012),
- о. Володимир Рачковський (з 20 лютого 2012).